# Magda Aranyossi
Magda Aranyossi (nume la naștere: Magda Nádas (n.24 septembrie 1896, Budapesta, d. 13 august 1977, Budapesta) a fost o scriitoare, jurnalistă și redactoare maghiară. A fost soția scriitorului Pál Aranyossi.